# Zanclodon
Zanclodon là một chi động vật bò sát sống tại nơi ngày nay là châu Âu vào thời kỳ Trias giữa - muộn (245—199.6 triệu năm trước).
.